# Kryptozoologi
Kryptozoologi är samlingsnamn på vanligtvis pseudovetenskapliga studier av i folktro förekommande arter som inte har erkänts av vetenskapen, till exempel Storsjöodjuret, Loch Ness-odjuret, havsmonster, Yeti (Snömannen), Bigfoot, sjöormar, sjöodjur, monsterfladdermöss, Chupacabra, monsterhajar med flera. Till kryptozoologi räknas även studiet av officiellt utdöda arter under antagandet att dessa fortlever.

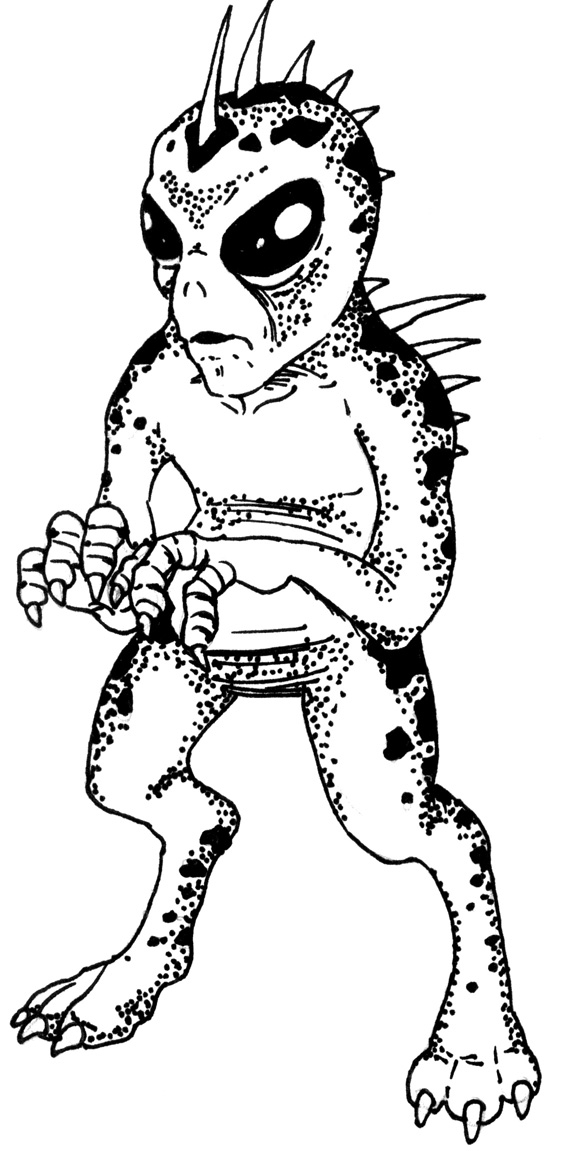
En konstnärs framställning av en chupacabra.

## Etymologi
Ordet kryptozoologi (engelska: cryptozoology) skapades på 1950-talet och kommer från det grekiska ordet κρυπτός (kryptos: 'dold', 'hemlig', 'okänd'), och kan helt enkelt tolkas som läran om okända djur/varelser.

## Historia
Kryptozoologin kan sägas ha vuxit fram i kölvattnet av 1800-talets professionalisering av zoologin. Allt större vikt lades vid analyserande av exemplar och lämningar av arterna och alltmer skepsis uppstod kring rapporter om observationer som inte kunde stödjas empiriskt. Samtidigt ökade även intresset för populärvetenskap, och många forskare kunde ägna sig åt vetenskapliga studier samtidigt som man även publicerade populärvetenskapliga mycket spekulativa skrifter. Philip Henry Gosse som var en erkänd författare drog sig inte för att i essäer även skriva om fåglars övervintring i trädstammar, enhörningens möjliga existens i Afrika, och dokumentera rapporter om sjöjungfrur och apmänniskor. Andra som utan att den sakens skull iaktta en viss skepsis intresserade sig för kryptozoologi var Richard Proctor, Edward Burnett Tylor, Louis Figuier och Camille Flammarion. Som en av de mest betydelsefulla namnen inom kryptozoologin var Charles Fort, som förutom rapporter om alla möjliga typer av övernaturliga fenomen även samlade mängder med rapporter om kryptozoologiska observationer. Charles Fort kom att betyda mycket för Ivan T. Sanderson som efter att tidigare varit verksam som zoolog på 1940-talet övergav den renläriga delen av sitt ämne för att övergå till kryptozoologin. Ett annat betydelsefullt namn är Willy Ley, en tidigare raketforskare som från 1940-talet började skriva artiklar om kryptozoologi. Bernard Heuvelmans var den som genom skapandet av kryptobiologin på 1950-talet försökte göra kryptozoologin till ett vetenskapligt ämne. Hittills har dock inte några forskare inom hans område kunnat belägga existensen av några av de arter man studerat.